# 吕尔西
吕尔西（法語：Lurcy，法語發音：[lyʁsi]）是法国东部安省的一个市镇，属于布雷斯地区布尔格区。

## 地理
吕尔西（46°3'46"N, 4°46'52"E）面积4.81 平方千米，位于法国奥弗涅-罗讷-阿尔卑斯大区安省，该省份为法国东部省份，北起汝拉省，西北接索恩-卢瓦尔省，西接罗讷省和里昂大都会，南至伊泽尔省，东与萨瓦省、上萨瓦省和瑞士接壤。
与吕尔西接壤的市镇（或旧市镇、城区）包括：沙兰、弗朗什兰、索恩河畔梅西米、索恩河畔蒙梅勒、圣乔治德勒南。

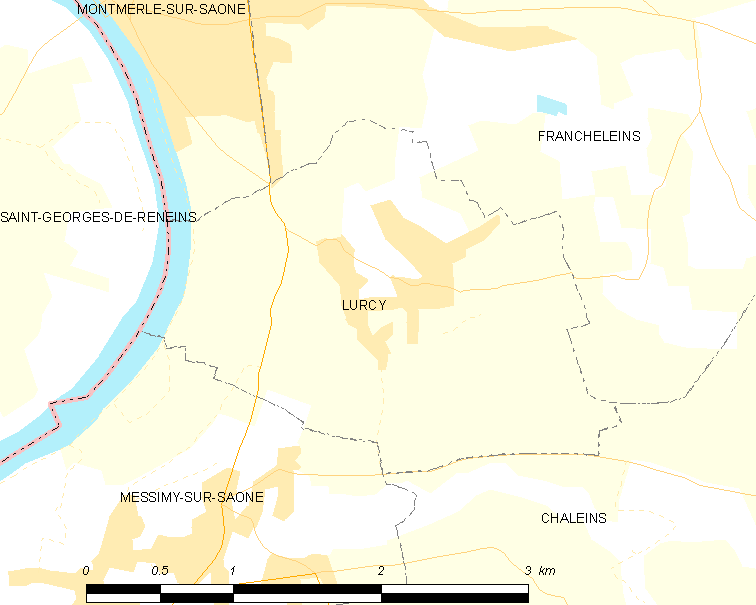
吕尔西的OSM定位图

吕尔西的时区为UTC+01:00、UTC+02:00（夏令时）。

## 行政
吕尔西的邮政编码为01090，INSEE市镇编码为01225。

## 政治
吕尔西所属的省级选区为维拉尔莱栋布县。

## 人口

1962-2008年间吕尔西人口变化图示

吕尔西于2022年1月1日时的人口数量为404人。